# Jiří Surůvka
Jiří Surůvka (* 24. září 1961 Ostrava) je český současný malíř, performer, fotograf, kurátor, vysokoškolský pedagog, spoluzakladatel performance skupiny „Předkapela Lozinski“, výtvarné skupiny „Přirození“ (1988–1992) a kabaretu „Návrat mistrů zábavy“.

## Život
Mezi lety 1984–1992 studoval učitelství v kombinaci český jazyk – výtvarná výchova na Filozofické fakultě Ostravské univerzity v Ostravě a po jejím dokončení dva roky vyučoval na SUPŠ. Od roku 1994 se pak věnuje volné tvorbě.
Dnes působí jako vyučující a vedoucí ateliéru video-multimedia-performance na katedře intermédií Fakulty umění Ostravské univerzity.